# Une bonne planque
Pour plus de détails, voir Fiche technique et Distribution.
Une bonne planque (titre original : Bianco, rosso e...) est un film franco-hispano-italien réalisé par Alberto Lattuada, sorti en 1972.

## Synopsis
Rentrée de Libye après un coup d'état de Kadhafi, sœur Germana est nommée supérieure d'un hôpital dans le nord de l'Italie. Elle y rencontre un patient turbulent : Annibale Pezzi, un communiste et syndicaliste soutenu et protégé par le maire et la gauche. Alors qu'il n'est pas malade et qu'il occupe une chambre, Germana lui demande de partir immédiatement. Amoureux d'elle, il refuse de partir. Germana n'a pas d'autre choix que de l'affronter.

## Fiche technique
- Titre original : Bianco, rosso e...
- Titre français : Une bonne planque
- Réalisation : Alberto Lattuada
- Scénario : Alberto Lattuada, Iaia Fiastri, Tonino Guerra et Ruggero Maccari
- Photographie : Alfio Contini
- Musique : Fred Bongusto
- Producteur : Carlo Ponti
- Sociétés de production :  Compagnia Cinematografica Champion, Columbia Films, Les Films Concordia, Midega Film, CIPI Cinematografica S.A
- Sociétés de distribution :  Columbia Pictures, Warner Bros.
- Pays de production :  Italie |  France |  Espagne
- Format : couleur (Eastmancolor) — 35 mm — 1,85:1 — Son : Mono
- Genre : drame
- Durée : 96 minutes
- Dates de sortie : 
  - Italie : 23 mars 1972 (Lodi, première) / sortie nationale : 31 mars 1972
  - États-Unis : 11 mars 1973 (New York)
  - Espagne : 11 septembre 1973
  - France : 23 août 1974

## Distribution
- Sophia Loren (VF : Évelyn Séléna) : sœur Hermana Germana
- Adriano Celentano (VF : Jacques Balutin) : Annibale Pezzi
- Fernando Rey (VF : Jean-Henri Chambois) : le médecin-chef
- Juan Luis Galiardo : Guido
- Giuseppe Maffioli : le docteur Arrighi
- Sergio Fasanelli : le docteur Filippini
- Luis Marín : le brigadier libyen
- Pilar Gómez Ferrer : sœur Teresa
- Patrizia De Clara : sœur Caterina
- Tina Aumont : Mme Ricci
- Alessandra Mussolini : sœur Germana enfant
- Enzo Cannavale : Quinto